# 07-й змінює курс
«Нуль-сьомий змінює курс» (рос. Ноль-седьмой меняет курс) — російський бойовик.

## Сюжет
Російські військові фахівці створили пристрій, який дозволяє літакам ставати невидимими для радарів. Екіпаж Ту-160, який складається з трьох військових пілотів й пілота-випробувача — розробниці цього пристрою, бере участь у сумісних з НАТО навчаннях в Атлантичному океані. Ту-160 супроводжували два винищувачі Су-27 і літак А-50 з системою протилокаційного спостереження «Джміль». А в цей час терористична група розробляє операцію, метою якої є захопити в повітрі Ту-160 і оволодіти секретним пристроєм. Члени екіпажа, що потрапили в найнебезпечнішу ситуацію, роблять все можливе і неможливе, щоб зірвати плани злочинців.

## У ролях
- Сергій Маховиков — Віктор Кірсанов
- Анна Тараторкіна — Ольга Краснова
- Сергій Баталов — Булигин
- Дмитро Муляр — Леонід Рибіков
- Володимир Меньшов — президент Росії
- Борис Клюїв — президент США
- Михайло Жигалов — дід Кірсанов
- Борис Галкін — Краснов, батько Ольги
- Георгій Мартиросян — Бікс
- Олег Казанчеєв — Гафур
- Раміль Сабітов — Азіз
- Олександр Рапопорт — Лестер
- Ярослав Потапов — син Кірсанова
- Роман Мадянов — майор Константінов
- Ігор Воробйов — Сергій
- Михайло Ремізов — міністр оборони РФ
- Юрій Осипов — главком ВВС
- Анатолій Котєньов — генерал-лейтенант Трофімов
- Олексій Клюквін — директор ФСБ
- Віктор Тереля — американський адмірал
- Володимир Денисов — командир авіаносця
- Віктор Піпа — оператор у бункері
- Самвел Асатрян — 1-й пілот тренажера
- Батраз Годзоєв — 2-й пілот тренажера
- Ігор Старосєльцев — російський адмірал
- Володимир Потапов — командир ГРІБа
- Валерій Афанас'єв — керівник генштабу
- Олександр Терешко — керівник полку
- Олена Бушуєва-Цеханська — Людка
- Олег Комаров — Бондаренко
- Наталія Унгард — пастушка
- Дмитро Калачьов — командуючий військово-космічними силами
- Володимир Кондрат'єв — директор служби зовнішньої розвідки
- Володимир Никітін — головний конструктор
- Вероніка Кастро — дівчина Лестора
- Кямран Абдулаєв — Юрка
- Олексій Артьомов — 2-й пілот ГРІБа
- Володимир Мар'єв — радник президента США
- Олег Шеремет — астронавт
- Ліза Максимова — астронавт-жінка
- Руслан Чураков — другий пілот АН-12
- Микита Померанцев — полковник в ЦУП
- Олександр Гришанін — пілот біля клуба
- Юрій Маслак — офіцер ГРІБа
- Ігор Басов — 1-й пілот СУ-27
- Олександр Гостєв — 2-й пілот СУ-27
- Володимир Єфремов — вахтер-офіцер
- Олексій Шебалов — ад'ютант президента США